# Basix
Basix var en dansk a cappella-musikgruppe, der eksisterede fra 1996 til 2017. Gruppen bestod ved afslutningen i 2017 af Morten Sønderby (2014-17), Anders Ørsager (2004-17), Niels Nørgaard (1996-2017), John Kjøller (1996-2017), Peter Bach (1997-2017) og Toke Wulf (2003-17). Tidligere har også Morten Kjær (1996-2003), Jakob Hejlesen (1996-2007), Osman Kingo (2001-03), Christoffer Brodersen (2007-13) og Thomas Laursen (1996-2001) sunget i sekstetten. 

## Karriere
Gruppen startede som et hyggeprojekt til en torsdagscafé på Det Jyske Musikkonservatorium i 1995, men hurtigt voksede ambitionerne. 
I 2001 deltog Basix i Dansk Melodi Grand Prix, hvilket var med til at give dem et gennembrud, da gruppen opnåede andenpladsen og fagjuryens topkarakter med sangen "I Australien". I 2001 udgav Basix sit debutalbum The Grass, og for første gang i danmarkshistorien solgte et a cappella-album platin.
Siden er det blevet til i alt 10 albumudgivelser med blandt andet Embodiment fra 2003. I julen 2005 udkom Basix' første julealbum Christmastime med danske og udenlandske, egne og andres julesange i nye arrangementer. Star People er fra 2007 og indeholder cover-versioner af sange med nogle af Basix' musikalske inspirationskilder. I 2007 solgte The Grass platin.  I 2008 lå Basix ifølge KODA i top 5 over danske bands, som havde optrådt flest gange i udlandet.[kilde mangler]
I 2009 udgav Basix sit første album med udelukkende nyskrevet musik, nemlig dobbelt-cd'en Diversity, hvor alle sangene er skrevet og arrangeret af gruppens medlemmer. Gruppens album Hjemmebane fra 2011 var det første med lutter dansksprogede sange. I 2013 udkom gruppens andet julealbum Christmas Fan - i 2016 2 live albums og det sidste album Moving On udkom i 2017, hvilket blev fulgt op af en lang afslutningsturne i Danmark samt koncerter i både Taiwan og Kina inden den planlagte opløsning. Allersidste koncert var 17/12 2017 i Hong Kong.
Basix opnåede stor national og international anerkendelse. Bl.a. i 2003 fik gruppens version af "Come together" på albummet Embodiment en CARA for "Bedste coversang", og i 2005 blev Basix belønnet med to CARA´s for "Bedste julealbum" og "Bedste julesang" for deres julealbum " Christmastime " og sangen" God rest ye merry gentlemen ". Basix' album Diversity vandt den prestigefyldte internationale CARA-pris for "Bedste europæiske album". Titelsangen på albummet blev runner up til prisen for "Bedste originale professionelle sang".[kilde mangler]
Basix optrådte både i Danmark og i udlandet på spillesteder, festivals, i kirker, kulturhuse, til private arrangementer osv.

## Medlemmer
- John Kjøller (1996-2017)
- Niels Nørgaard (1996-2017)
- Thomas Laursen (1996-2001)
- Morten Kjær (1996-2003)
- Jakob Hejlesen (1996-2007)
- Peter Bach (1997-2017)
- Osman Kingo (2001-03)
- Toke Wulf (2003-17)
- Anders Ørsager (2004-17)
- Christoffer Brodersen (2007-13)
- Morten Sønderby (2014-17)

## Diskografi
- The grass (2001)
- Embodiment (2003)
- Christmastime (2005)
- Star People (2007)
- Diversity (2009)
- Hjemmebane (2011)
- Christmas Fan (2013)
- Live at christmas (2016)
- Live at concert (2016)
- Moving on (2017)